# Vitale Zuccolo
Pour les articles homonymes, voir Zuccolo.
Vitale Zuccolo (né en 1556, à Padoue et mort le 3 novembre 1630 à Vienne) est un religieux catholique italien du XVIe siècle, abbé de l'Ordre camaldule.

## Biographie
Issu d'une famille patricienne, Vitale Zuccolo embrasse la vie religieuse à Venise, dans le couvent de Saint-Michel di Murano, et voue tout entier à la culture des lettres et des sciences. Dans la crainte d'être détourné de l'étude, il n'accepta qu'avec répugnance les emplois auxquels l'appelaient ses talents et le vœu de ses confrères. Jamais on ne le voyait sans un livre ou une plume à la main. Élu d'abord abbé de Saint-Michel, il est ensuite revêtu de la dignité de procureur général de l'ordre. 
Durant le temps où il exerçe cette charge, une inondation détruit les récoltes des villages voisins de l'abbaye de Garcero, il y reçoit jusqu'à cinq cents victimes de ce fléau et satisfait leurs besoins. Dom Zuccolo mourut à Vienne, le 3 novembre 1630, à l'âge de 74 ans.

## Publications
Tous ses ouvrages étaient conservés à l'abbaye de St-Michel. Jean-Philippe Tomasini en porte le nombre à quatre-vingt-dix, dont il donne les titres dans sa Biblioth. Veneta manuscripta, p. 92 mais le P. Ziegelbauer n'en compte que cinquante-six dans le Centifolium Camaldulense, p. 79. La plus grande partie sont restés inédits. 
Parmi les imprimés, on cite : 
1. Discorsi sopra le cinquanta conclusioni del Tasso, Bergame, 1588, in-4° ;
2. Dialogo delle cose meteorologiche secondo i filosofi, Venise, 1590, in-4° ;
3. Enarrationes in Evangelia D. Marci et D. Lucæ, Venise, 1605 in-4°.

Parmi les manuscrits, on distingue, outre son explication des Evangiles de St-Matthieu et de St-Jean, des commentaires sur les principaux dialogues de Platon, un Traité de la poésie pastorale, con dieci pastorali per esempio, etc. (Voir pour plus de détails, Giovanni Mario Crescimbeni, Istoria délia volgare poesia, t.  5, p. 255, et les auteurs cités dans le courant de cet article.)

## Sources
- « Vitale Zuccolo », dans Louis-Gabriel Michaud, Biographie universelle ancienne et moderne : histoire par ordre alphabétique de la vie publique et privée de tous les hommes avec la collaboration de plus de 300 savants et littérateurs français ou étrangers, 2e édition, 1843-1865 [détail de l’édition]